# Eusko
L'Eusko est une monnaie complémentaire émise par l'association sans but lucratif Euskal Moneta, lancée le 31 janvier 2013 et présidée par Xebax Christy. Elle est utilisée au Pays basque français.

## Introduction
C’est la monnaie locale qui circule au Pays Basque Nord, sur les 158 communes de la Communauté d’agglomération Pays Basque. C’est aussi la plus importante monnaie locale complémentaire d’Europe, avec au printemps 2023, 4 millions d’unités circulant au sein d’un réseau de 4000 particuliers et 1300 professionnels.
L’Eusko réoriente ainsi depuis 2013 une partie de plus en plus importante de la consommation des habitants du Pays Basque vers l’économie locale : circuits courts, commerces de proximité, agriculture paysanne, marchés, associations du territoire, etc. C’est un outil collectif et partagé, qui crée de la solidarité et du lien entre les acteurs du territoire.

## Historique

### Fondation
Les travaux ont débuté en 2011 avec une douzaine de militants. Après un an et demi de préparation intensive, l'Eusko, la monnaie locale du Pays Basque, a été lancée le 31 janvier 2013. Au départ, il y avait 800 utilisateurs et 192 prestataires dans le réseau (chiffres qui ont vite augmenté). Combinée avec une forte mobilisation des bénévoles et un travail de préparation intensif, la monnaie locale s’est vite développée (monnaie en circulation, commerçants / associations / entreprises impliqués et associations adhérentes).

### Objectifs et valeurs de l'Eusko
- Relocalisation de l’économie : en circulant uniquement sur un territoire donné, l’Eusko favorise l’économie locale et ses acteurs, et donc les circuits courts. La monnaie locale permet donc de soutenir l’emploi local et le commerce de proximité.
- Accélération de la transition écologique : en favorisant les circuits courts, la monnaie locale est par essence écologique, réduisant les émissions de gaz à effet de serre liées au transport. De plus, le fonds de garantie est placé au sein de banques éthiques (Crédit Coopératif, La NEF), qui financent des projets de transition écologique et sociale. Enfin, la charte de l’Eusko exclut les entreprises aux pratiques socialement ou écologiquement irresponsables.
- Engagement en faveur de la langue basque[6] : rendre visible la langue basque dans l’espace public est un principe fondateur de l’Eusko. Les professionnels qui adhèrent sont ainsi incités et accompagnés via des défis à mettre en place un affichage bilingue, et suivre une formation pour pouvoir accueillir le public en langue basque.
- Soutien au milieu associatif et renforcement du lien social : à travers un mécanisme de redistribution (le Don 3% Eusko[7]), les initiatives et projets portés par les associations sont soutenus. Les particuliers sont ainsi incités à renforcer leur utilisation de la monnaie locale, pour que leur association parrainée reçoive un don plus important. Cela favorise la participation active et les relations entre les acteurs associatifs, commerçants et particuliers, renforçant ainsi le lien social et la solidarité.

### Événements marquants depuis sa création
- 31 janvier 2013 : lancement de l’Eusko avec les premiers paiements et changes en Eusko (192 professionnels et 800 particuliers)
- 28 août 2014[8] : première convention avec l’Office Public de la Langue Basque
- 19 mars 2017[9] : lancement de l’Eusko numérique (système de compte en Eusko numérique + EuskoKart)
- 19 juillet 2017[10] : la mairie de Bayonne vote à l'unanimité l’acceptation des paiements en euskoFête populaire annuelle Eusko Eguna[11], qui célèbre en 2023 les 10 ans de la monnaie locale du Pays Basque.

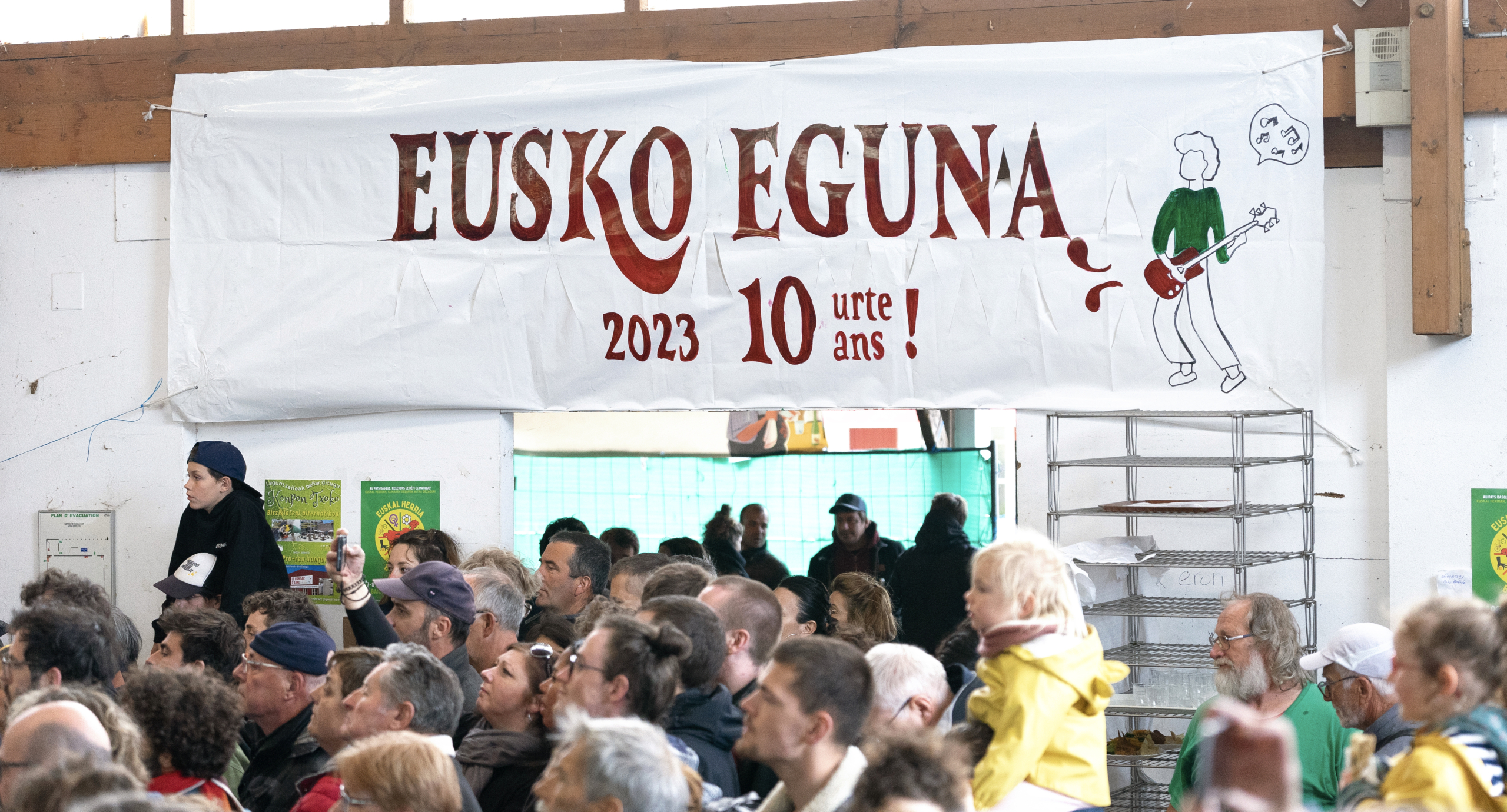
Fête populaire annuelle Eusko Eguna, qui célèbre en 2023 les 10 ans de la monnaie locale du Pays Basque.

- 2 juin 2018[12] : accord signé pour l’utilisation de la monnaie locale par les collectivités. Malgré les défis juridiques, Bayonne a réussi à utiliser l'eusko pour ses dépenses, ce qui a servi de modèle pour d'autres collectivités. Cela marque une avancée significative dans l'utilisation des monnaies locales par les collectivités en France.
- 7 octobre 2018[13] : franchissement du cap de 1 million d’Eusko en circulation
- 18 juin 2020[9] : lancement de l’application de paiement euskopay
- 14 novembre 2021[9] : franchissement du cap des 3 millions d’eusko en circulation.
- 15 avril 2023 :  Eusko Eguna - célébration des 10 ans de l’Eusko - 1500 personnes

## Fonctionnement et utilisation de l'Eusko
La monnaie locale du Pays Basque est la plus importante monnaie locale d’Europe, avec plus de 4 millions d’eusko en circulation, s’échangeant entre 1300 pros et 4000 particuliers (Avril 2023). C’est une monnaie locale complémentaire, cela signifie qu’elle est à parité avec l’euro : 1 eusko = 1 euro. Pour pouvoir utiliser la monnaie locale, il est nécessaire d’adhérer à l’association Euskal Moneta, que l’on soit particulier ou professionnel.

### Les différents modes de paiement

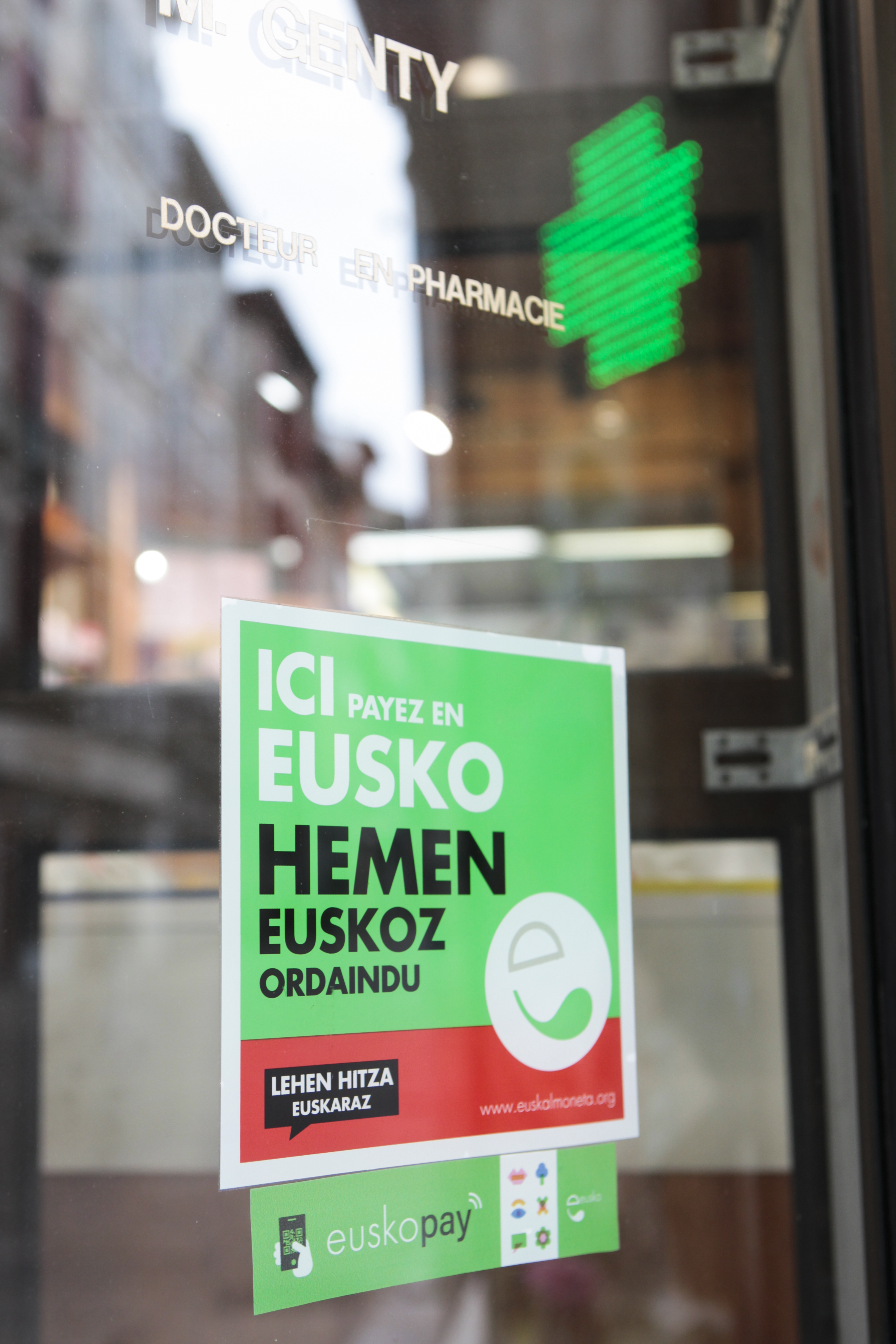
Devanture d'un commerce qui permet le paiement en Eusko avec l'euskopay

- Billets. Iconiques de l’Eusko, ce billets sont de différentes valeurs : 1 (bleu), 2 (rouge), 5 (gris), 10 (jaune) et 20 eusko (violet)[14]
- Compte numérique et euskokart. Depuis 2017, il existe la possibilité d’ouvrir un compte eusko (sans aucuns frais supplémentaire) à partir duquel la monnaie locale peut être utilisée sous forme numérique via l’euskokart (la carte de paiement). Les utilisateurs particuliers et professionnels peuvent également faire des virements de leur compte eusko vers un autre compte eusko. Ils peuvent aussi retirer des eusko de leur compte dans les bureaux de change : s’ils retirent 50 eusko, par exemple, leur compte eusko est débité de 50 eusko, et le bureau de change leur remet une enveloppe de 50 eusko en billets.
- Euskopay. Depuis 2020, il est possible d’utiliser la monnaie locale via son smartphone grâce à l’application de paiement euskopay.

### Domaines d'utilisation
- Particuliers : Toute personne peut adhérer à l’association pour 24 €/eusko, 36 €/eusko ou 60 €/eusko. Un tarif préférentiel est appliqué pour les chômeurs, allocataires de minima sociaux et étudiants. En y adhérant, elle choisit aussi une association qu’elle souhaite parrainer.

Objectifs principaux : encourager la consommation locale, la préservation de la culture basque et notamment de l’euskara.
- Entreprises : un professionnel ayant son siège social au Pays Basque peut adhérer à l’association et permettre aux utilisateurs de l’Eusko de régler leurs achats en eusko. Les entreprises réutilisent ensuite ces eusko auprès de leurs fournisseurs, pour payer une partie de leurs salaires ou de celui de leurs employés ou alors reconvertissent leurs eusko en euros (mais doivent s’acquitter d’une commission de 5%).

Objectif principal : stimuler les activités économiques locales.
- Associations : les associations peuvent aussi adhérer à l’association, permettant d’avoir la possibilité de débloquer une source de financement supplémentaire (Don 3%).

Objectif principal : soutenir et renforcer le tissu associatif local.
- Collectivités[15] : une commune peut adhérer à l’Eusko, de manière un peu différente des autres. Il faut d’abord voter l’adhésion en conseil municipal, adhésion qui s’accompagne d’une cotisation annuelle (qui n’est pas une subvention). Enfin, la commune et Euskal Moneta signent une convention. Elle va ensuite pouvoir utiliser l'eusko en l'acceptant comme moyen de paiement dans ses propres services publics locaux (ex: piscine) et/ou pour régler ses propres dépenses (ex: indemnités des élus).

Objectif principal : favoriser le maintien de l’argent public sur le territoire.

### Particularités

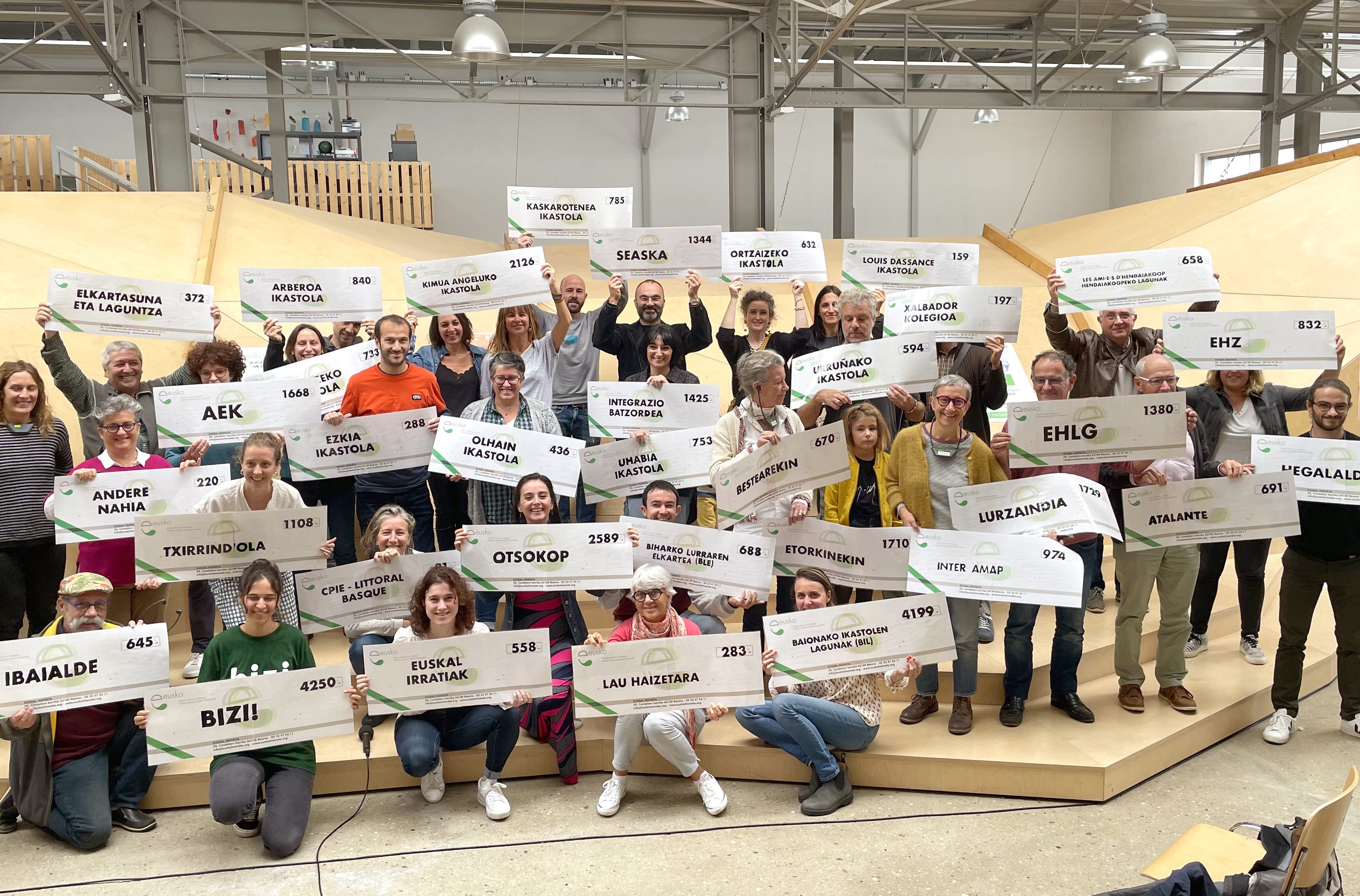
Photo représentant les associations qui ont bénéficié du Don 3% lors de l'année 2021

- Photo représentant les associations qui ont bénéficié du Don 3% lors de l'année 2021Le Don 3%[7]. Chaque adhérent à la monnaie locale peut choisir une association à parrainer. Et lorsque cette dernière atteint 30 parrains, elle entre dans le dispositif du Don 3% Eusko, et reçoit chaque année 3% des euros changés en eusko par l’ensemble de ses parrains. Ce don n’est pas prélevé sur le montant du change, il est donné en supplément : un utilisateur qui change 100€ va bien recevoir 100 eusko, et l’Eusko va verser en plus 3 eusko à l’association parrainée.
- Vacances en Eusko[16] : il est possible pour les personnes de passage au Pays Basque d’ouvrir un compte Vacances en Eusko afin d’utiliser la monnaie locale. Ce compte nécessite une cotisation de 2€, pour une durée maximale de 2 mois.
- L'intégralité des euros échangés en eusko est déposée dans un fonds de garantie, hébergé par des banques à vocation non spéculative, telles que la Nef et le Crédit Coopératif[17]. Ce fonds de garantie a pour objectif de garantir le remboursement de tous les eusko en circulation en cas de besoin. Ainsi, les euros convertis en eusko sont conservés de manière sécurisée, et financent des projets de transition écologique et sociale.

## L'équipe de l'Eusko

### Structure organisationnelle
L'association est composée d'une équipe permanente de salariés, dirigée par un directeur général, et soutenue par environ cinquante bénévoles. Ce sont les bénévoles qui animent les organes de direction de l'association.
- Assemblée générale : elle se réunit une fois par an pour élire les comités, approuver les comptes et les grandes orientations.
- Instances de décision composées du comité des collèges représentant l'ensemble des parties prenantes du projet, du comité de pilotage et du comité d'agrément.

### Rôle et responsabilités
En tant qu'association portant le projet de monnaie locale, Euskal Moneta remplit plusieurs rôles et responsabilités : 
- Gérer la circulation de la monnaie locale ;
- Favoriser l’économie locale (vie associative, activités économiques du territoire) ;
- Encourager la solidarité et la coopération ;
- Former, accompagner et initier à l’économie locale et ses aspirations ;
- Sensibiliser et promouvoir l’Eusko.

## Impact sur la communauté basque et l'économie locale

### Associations
- En 2022, plus de 60 000 euros de dons ont été versés à 58 associations grâce au Don 3% (plus de 250 000 depuis la création de l’Eusko)[18].

### Particuliers
- 74% des utilisateurs individuels déclarent avoir déjà choisi une entreprise pour son utilisation de l’Eusko plutôt qu’une autre tiré de la conférence Eusko Eguna 2023 (donnée issue de l'Enquête Sol).
- Près de 2 millions d’eusko ont été changés par des particuliers en 2022[19].

### Entreprises
- 56% des professionnels du réseau Eusko ont pris au moins un nouveau fournisseur local pour réutiliser leurs eusko[20].
- 84% des entreprises ayant adhéré à l’Eusko n’ont jamais eu à reconvertir leurs eusko en euros.

### Collectivités
36 communes sont adhérentes à l’Eusko, ainsi que la Communauté d’Agglomération du Pays Basque (CAPB).